# James Franco
James Edward Franco, ameriški igralec, scenarist, producent in režiser, * 19. april 1978 Kalifornija, ZDA.
Njegove najbolj znane filmske vloge so v filmih 127 ur, Vzpon planeta opic, Vitez in sitnež, Spider-Man 1, Spider-Man 2, Spider-Man 3, Mogočni Oz, Konec je tu, Ubijalski intervju, Mali princ, Zabava za klobase, Zakaj ravno on? in Katastrofalni umetnik. Leta 2001 je prejel zlati globus.